# Вила Тусци
Вила Тусци (Villa Tusci) је једна од вила Плинија Млађег на локалитету Colle Plinio у општини Сан Ђустино око 10 km северно од Чита ди Кастело. Плиније је изузетно волео виле и подизао их је на више места широм Апенинског полуострва. Поред познатих вила Тусци и Лаурентин постојале су и две са необичним именима у близини језера Комо. Ону која је високо у брдима назвао је “Трагедија” а ону на обали језера “Комедија”.

## Вила
Спреда је широка колонада са два крила, у којима су две важне просторије трпезарија и мала спаваћа соба (cubiculum), једна на свакој страни. У средини колонаде ка задњем делу води мало двориште, видљиво споља кроз двоструки ред стубова. У њему су засађени платани, а у центру је фонтана. Око овог дворишта су пo три собе. Једна од њих описује се као посебно привлачна - соба врта. При дну зидова је мермер, а изнад су зидови осликани стаблима на чијим су гранама птице. Поточићи жуборе кроз уске цеви, распршујући своју хладну воду. Укратко, ово је једна од оних соба чији су зидови прекривени сликама врта, баш као што се то види и у Помпејима, уз фонтане које појачавају привид.

## Врт
Сам Плиније описује врт виле у својим "Писмима у десет књига" (Epistularum Libri Decem) на следећи начин:
| „ | Многи путеви су одвојени шимширом. На једном месту је мала ливада, на другом су истурене групе шимшира, орезане у хиљаде различитих облика. Понекад слова приказују име господара, или аутора. Ту и тамо се уздижу мали обелисци, комбиновани наизменично са стаблима јабуке. Онда одједном, усред ове елегантне регуларности, изненађење - имитација немарне лепоте сеоскe природе. У центру је тачка окружена скупином патуљастих платана. Поред њих је група глатког и увијеног акантуса, а онда разне фигуре и имена од орезаног шимшира. | ” |

Опис триклинијума (трпезарије) под ведрим небом са стибадијумима (stibadium) полукружним клупама - лежаљкама послужио је Карлу Фридриху Шинкелу за реконструкцију овог дела врта: 
| „ | На горњем крају врта је полукружна клупа од белог мермера у сенци винове лозе која се пуже по четири мала стуба од Царистинског мермера. Испод клупе се слива вода из неколико малих цеви, као да је притиснута теретом људи који седе на њој. Вода пада у камену цистерну испод, одакле је прима фино полирани мермерни базен, тако вешто смишљен да је увек пун, а никада не прелива. Када једем овде, послужавник са јелима се ставља око ивице, а мање посуде у облику бродића и барских птица пливају по базену. Са друге стране је фонтана која се непрестано празни и пуни водом која допире до велике висине и поново пада у фонтану. Испред клупе је просторија од сјајног мермера, чија врата воде на травњак. Са горњег и доњег прозора одаје, пружа се поглед према горе или доле ка другим деловима врта. У различитим деловима је неколико мермерних клупа, које као и многи рељефи служе када шетња досади. Поред сваке клупе је мала фонтана. Дуж хиподрома су поточићи који пролазећи кроз цеви жуборе, где год их је рука уметности вoдила. Поточићи напајају водом поједине делове зеленила, и купају га у целини. | ” |